# Antonín Haffenecker
Antonín Haffenecker (Anton, Hafenecker, Hawenecker a další varianty pravopisu jména) (4. června 1720, Berg (Horní Tyrolsko) – 16. srpna 1789 Praha) byl architekt a císařský dvorní stavitel v období konce baroka do klasicismu.

## Život
Do Čech přišel asi roku 1752 a pracoval zprvu jako polír. Poprvě se připomíná jménem na stavbě v Přešticích. Dále pracoval ve službách rodiny Nosticů, od nichž roku 1765 koupil Dientzenhoferův malostranský domek 465/III, ve kterém bydlel. Roku 1769 byl jmenován císařským dvorním stavitelem a dokončil tereziánskou přestavbu Pražského hradu podle plánů Nicolo Pacassiho.

## Dílo

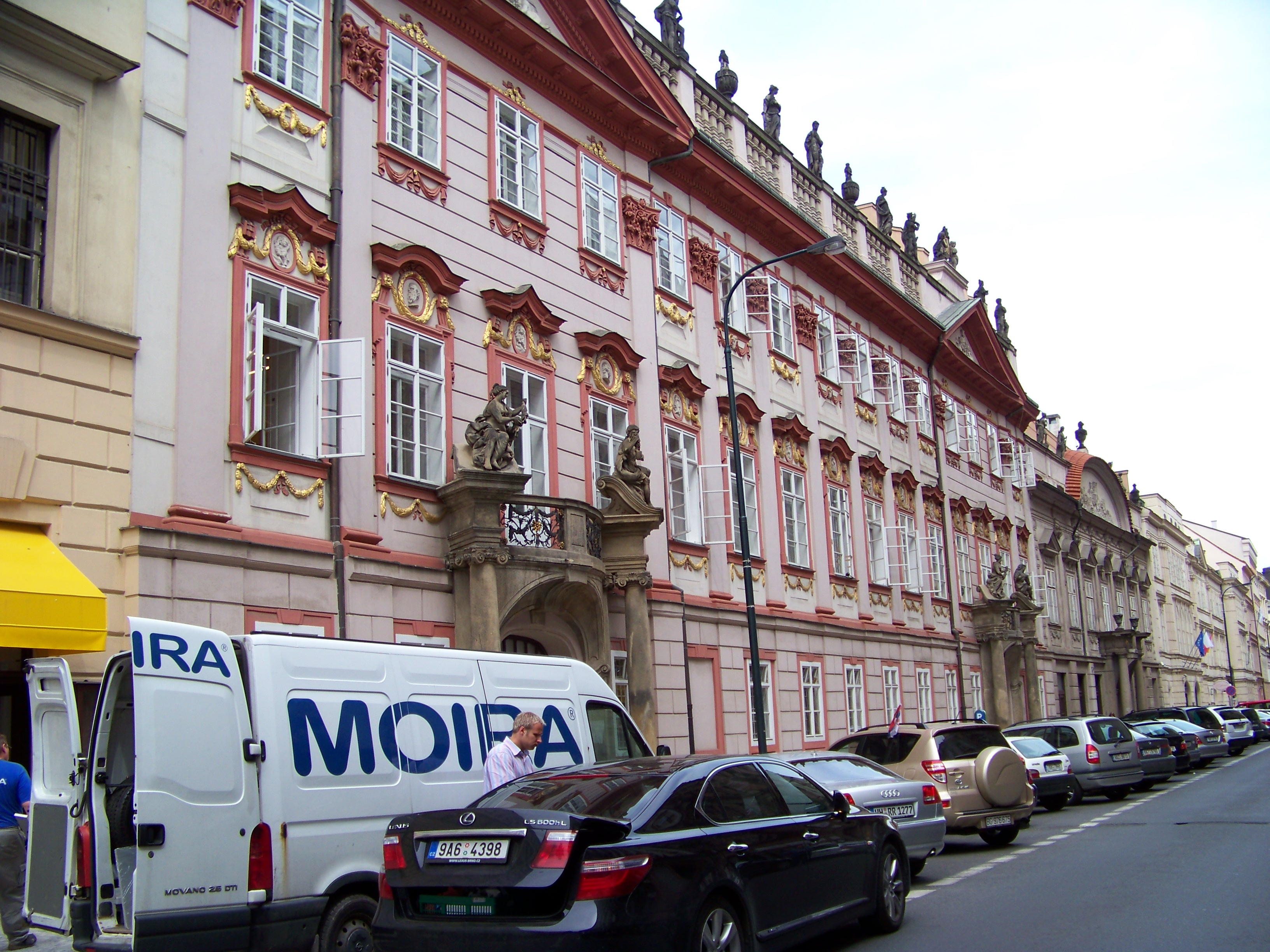
Sweerts-Šporkův palác v Hybernské ulici na Novém Městě Pražském

- Přeštice, Kostel Nanebevzetí Panny Marie od 1765[1] – dostavba chrámu navrženého K. I. Dientzenhoferem
- Praha 1, Nostický palác – maska vstupního portálu a attika; stavba Nostické jízdárny čp. 468/III jihovýchodně od paláce, první samostatné práce[1]
- Praha 4 - Kunratice, kostel sv. Jakuba Většího – významná stavba[2]
- Měšice u Prahy, zámek Měšice – významná stavba, jemnější projevy klasicismu[1]
- Praha 1, Sweerts-Sporckův palác čp.1036/II – významná úprava po roce 1783[1]
- Pražský hrad – v letech 1769-1775 dokončil tereziánskou přestavbu, kterou navrhl Nicolo Pacassi a prováděli ji nejdříve Anselmo Lurago (+ 1768) a Anton Kunz (+ 1769).
- Praha 1, Stavovské divadlo – nejvýznamnější stavba; základní kámen položen 7. června 1781, dokončeno 1788; Haffenecker je doložen[1]
- Praha – jižní průčelí jezuitského gymnázia na Malostranském náměstí - klasicistní
- Město Touškov, kostel Jana Křtitele[1]
- Lysá nad Labem, Zámek Lysá, výstavba nového západního křídla a úprava hlavního křídla zámku (kolem roku 1755)

## Význam
Byl architektem středoevropského významu. V tradici monumentálního baroka navázal na Bernarda Fischera z Erlachu, přes rokokovou dekorativnost v pozdním díle dospěl ke klasicismu, v němž se budova Stavovského divadla jeví jako vrchol, srovnatelný se soudobou tvorbou divadelních budov v Evropě.